# Ammodendron
Ammodendron, biljni rod iz porodice mahunarki kojemu pripada pet vrsta grmova i drveća raširenih po Aziji, od Irana na istok do Xinjianga, uključujući i Kazahstan, Turkmenistan i Uzbekistan.
Staništa su mu sušna područja i pustinje.

## Vrste
1. Ammodendron bifolium (Pall.) Yakovlev
2. Ammodendron conollyi Bunge ex Boiss.
3. Ammodendron eichwaldii Ledeb. & C.A.Mey.
4. Ammodendron karelinii Fisch. & C.A.Mey. ex Ledeb.
5. Ammodendron persicum Bunge ex Boiss.; iranski endem